# یواس‌اس فاکی (۱۸۶۲)
یواس‌اس فاکی (۱۸۶۲) (به انگلیسی: USS Fahkee (1862)) یک کشتی بود که طول آن ۱۶۳ فوت (۵۰ متر) بود. این کشتی در سال ۱۸۶۲ ساخته شد.